# Gerhard Snakenborg
Gerhard Snakenborg, född på 1300-talet, var en svensk riddare och hövitsman.

## Biografi
Gerhard Snakenborg var son till väpnaren Gerhard Snakenborg i Mecklenburg. Han nämns första gången 1366 och blev mellan 1383 till 1383 riddare vid den heliga graven. Snakenborg var 1388 hövitsman på Hästholmen i Västra Tollstads socken. Han nämns där åren 1383 till 1388 och avled tidigast 1402.

### Egendom
Snakenborg ägde 1367 Axvalls slott i Skärvs socken. Han hade 1377 och 1388 pantlän kring Hästholmen. Snakenborgs sätesgård var Eneby i Nässja socken. Han ägde även jord i bland annat Gullbergs och Lysings härader i Östergötland, i Kinne och Kåkinds härader i Västergötland, i Vista härad i Småland och Stevns härad på Själland.

### Familj
Nils Magnusson (stolpe) var Snakenborgs svärfar. Snakenborg gifte sig tidigast 1376 med Christina Bengtsdotter (Bielke) (leve fortfarande 1413), dotter till kungliga rådet Bengt Turesson (Bielke) hos kung Erik Magnusson och Ingeborg Magnusdotter (Ulvåsaätten) De fick tillsammans barnen Sofia Gertsdotter (Snakenborg), som var gift med häradshövdingen Knut Bengtsson (Aspenäsätten), och riddaren Henrik Snakenborg.